# La Rébellion (téléfilm)
Pour les articles homonymes, voir La Rébellion.
Pour plus de détails, voir Fiche technique et Distribution.
La Rébellion (Die Rebellion) est un téléfilm autrichien réalisé par Michael Haneke, sorti en 1993.

## Synopsis
Andreas Pum a perdu une jambe lors de la Première Guerre mondiale. Revenu à la vie civile, il reçoit une licence pour jouer de l'orgue de Barbarie ; mais il se dispute avec un homme puis frappe un policier. Il est alors envoyé en prison et perd sa licence. À sa sortie, il devient gardien des toilettes d'un café.

## Fiche technique
- Titre : La Rébellion
- Titre original : Die Rebellion
- Réalisation : Michael Haneke
- Scénario : Michael Haneke d'après le roman du même nom de Joseph Roth
- Photographie : Jirí Stibr
- Montage : Marie Homolkova
- Société de production : Wega Film
- Pays :  Autriche
- Genre : Drame et guerre
- Durée : 90 minutes
- Première diffusion : 
  -  Autriche : 26 octobre 1993

## Distribution
- Branko Samarovski : Andreas Pum
- Judit Pogány : Kathi Blumich
- Thierry Van Werveke : Willi
- Deborah Wisniewski : Anna Blumich
- Katharina Grabher : Klara
- August Schmölzer : Vinzenz Topp
- Marinus Brand
- Götz Kauffmann
- Georg Trenkwitz
- Johannes Silberschneider
- Karl Ferdinand Kratzl
- Ulrich Reinthaller
- Christian Spatzek
- Markus Thill
- Georges Kern
- Josef Kemr
- Udo Samel

## Distinctions
Le film reçoit plusieurs prix :
- Festival du téléfilm de Baden-Baden : prix Teleplay[1]
- Austrian People's Education TV Award du meilleur téléfilm[1]
- Goldenen Kader du meilleur acteur pour Branko Samarovski[2]